# Sambava
Sambava är en stad och kommun i regionen Sava i den nordöstra delen av Madagaskar. Kommunen hade 84 039 invånare vid folkräkningen 2018, på en yta av 98,92 km². Den ligger intill Indiska oceanen, cirka 590 kilometer nordost om Antananarivo. Sambava är huvudort i regionen Sava.